# 馬修斯 (伊利諾伊州)
馬修斯（英語：Matthews）是位於美國伊利諾伊州佩里縣的一個非建制地區。該地的面積和人口皆未知。

## 地理
馬修斯的座標為37°58′03″N 89°22′26″W / 37.96750°N 89.37389°W，而該地的平均海拔高度為118米（即387英尺）。